# Pinus flexilis
Pinus flexilis (сосна м'яка) — один із видів роду сосна родини соснових.

## Поширення
Країни зростання: Канада (Альберта, Британська Колумбія), Мексика (Чіуауа, Коауїла, Нуево-Леон, Сонора), США (Аризона, Каліфорнія, Невада, Нью-Мексико, Південна Дакота, Техас, Юта).